# Pataky–Argay-ház

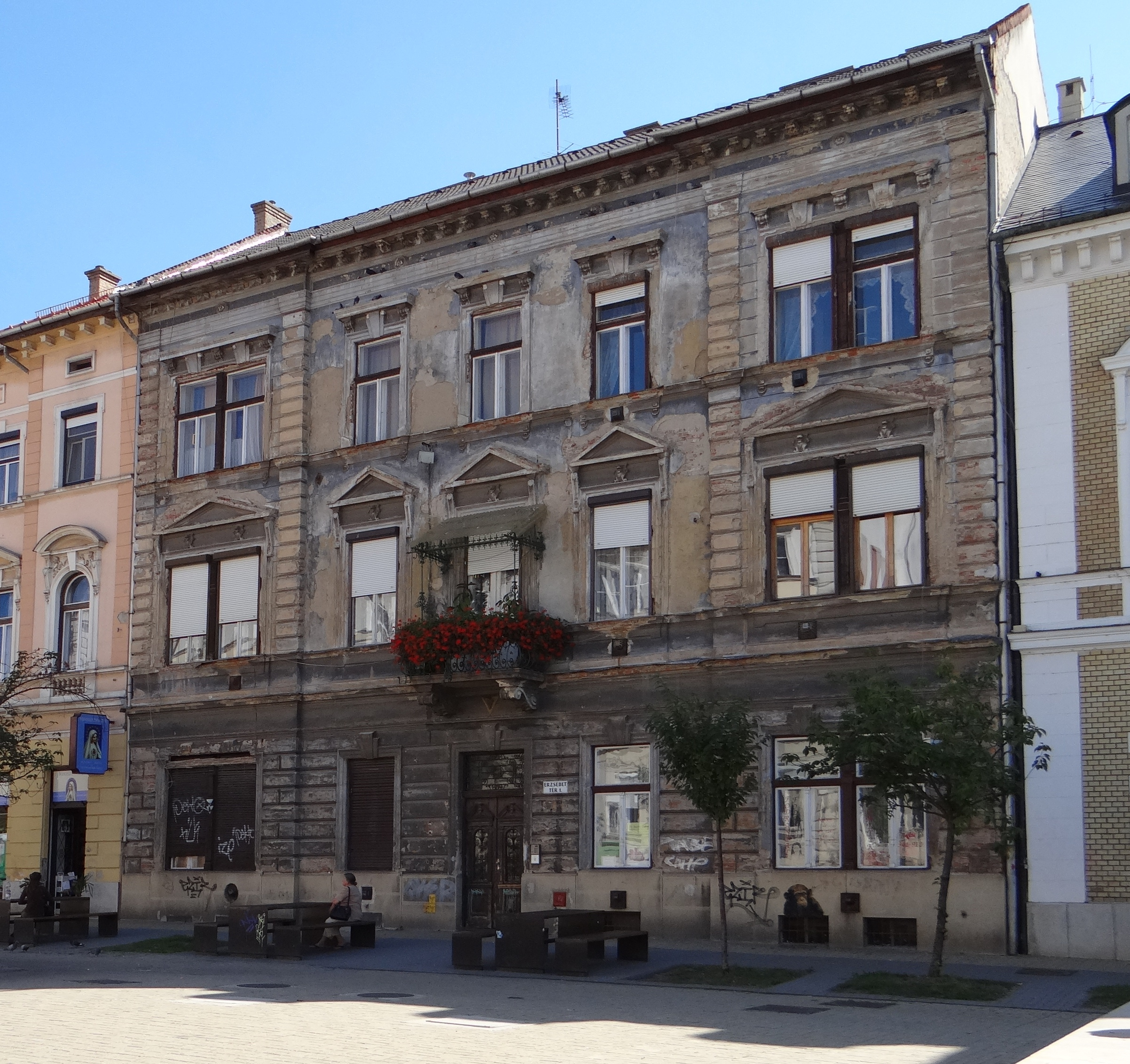
A Pataky–Argay-ház (2013)

A Pataky–Argay-ház Miskolc Belvárosában az Erzsébet tér 1. szám alatt áll. Balról a Steinfeld-ház, jobbról az Akadémiai palota határolja. Az épület helyi védelem alatt áll, és meglehetősen rossz állapotban van.

## Története
A városi fürdő és a szemközti Diószeghy-ház még a Kereskedelmi és Iparkamara székházánál korábban felépült. A kialakuló tér nyugati oldalát viszonylag könnyű volt kialakítani, mert az egész terület a Miskolci Fürdő Rt. tulajdona volt. A leendő tér keleti oldalán azonban sikátorral, malomárokkal és zegzugos, földszintes beépítésekkel volt terhes az „utcakép”. A sarki épületet a város lebontatta, majd később, 1894-ben felépült a ma is álló kétemeletes (akkor egyemeletes), eklektikus palota, amely a Széchenyi utcára és az Erzsébet térre is homlokzattal néz. Az ezt követő épületet Pataky Sándor emeltette a saját telkén és azon álló földszintes építmény helyén, amely, mint ahogy az előző épület is, a szabályozási vonalba esett. Így épült fel a tér akkor egyetlen kétemeletes háza.

## Leírása
Az eklektikus, ötaxisú, nyeregtetős lakóháznak a szélein enyhén kiugró rizalitokat alakítottak ki. Az épület összes nyílása egyenes záródású. Az első és második emeleti, szélső ablakok két oldala éppúgy, mint a teljes földszinti traktus kváderezett kialakítást kapott. A mai jellegtelen műkő lábazat az ablakok párkányáig húzódik. Az ablakok egyszerűen profilírozott stukkókeretelést kaptak, melyek záradékát két trapéz zárókő metsződéséből alakították ki. A kapu szélessége alig haladja meg az ablakok szélességét, így csak személyforgalom lebonyolítására alkalmas. Az első emeleti osztópárkány az első emeleti ablakok könyöklőpárkányának magasságában megismétlődik. Az első emeleti ablakok konzolos, kártusos keretelést kaptak. A konzolok tartják az ablakok timpanonos szemöldökdíszeit. A kapu felett a kovácsoltvas kosarú erkélyt konzolok támasztják alá, és pergola díszíti. A második emeleti zóna ablakainak keretelése a földszinti mintát követi, azzal, hogy itt az ablakok egyenes szemöldökpárkánya kettes, illetve hármas konzolos alátámasztást kaptak. A koronázópárkány erőteljes, függőlemezekből, azokat elválasztó lécekből, felette rozettás tárcsákból áll. A teljes falszélességet sarkított fekvő tükrökkel tagolt fríz tölti ki. Az épület máig megőrizte eredeti hófogó rácsait.